# Viamont

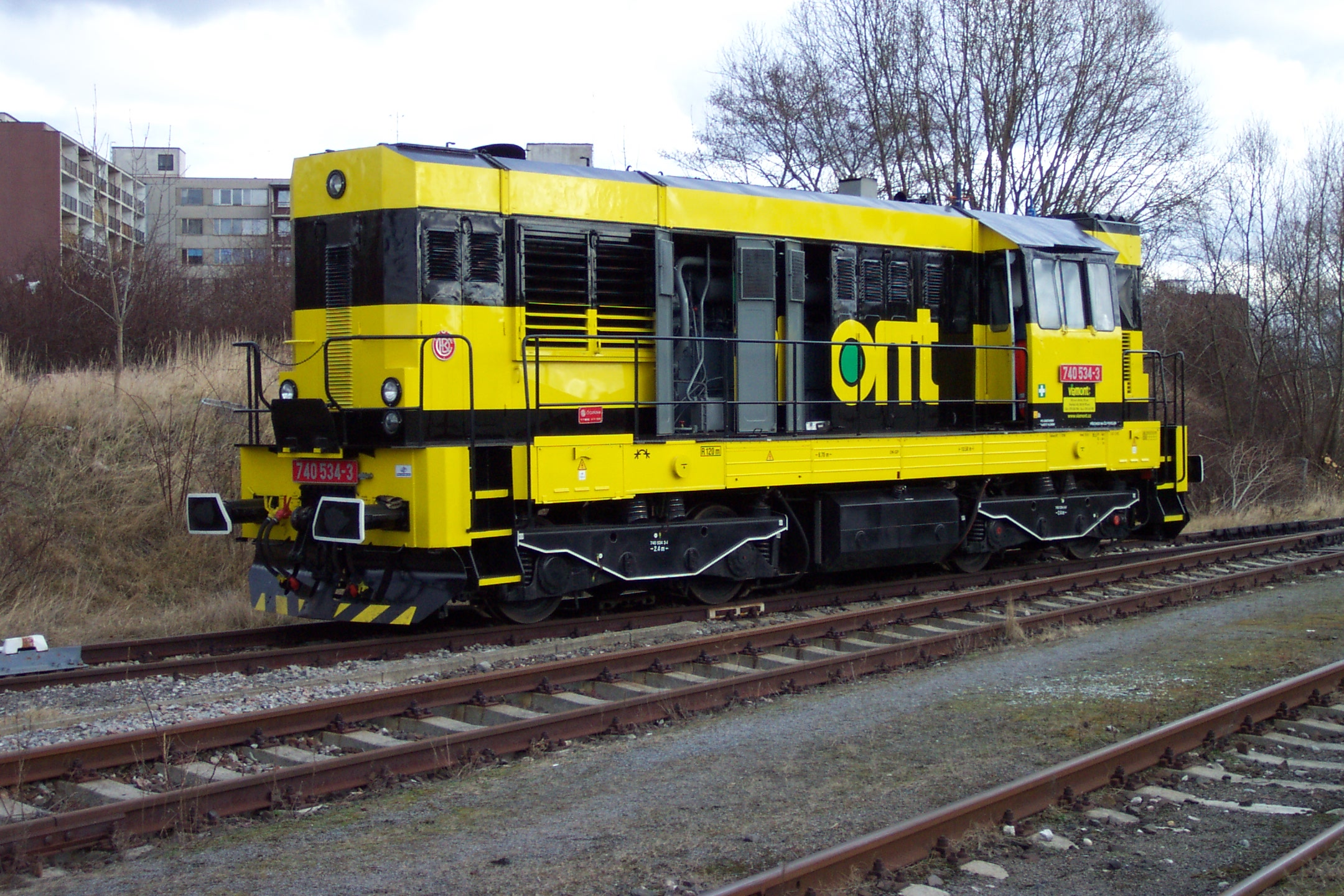
Lokomotiva řady 740 společnosti Viamont

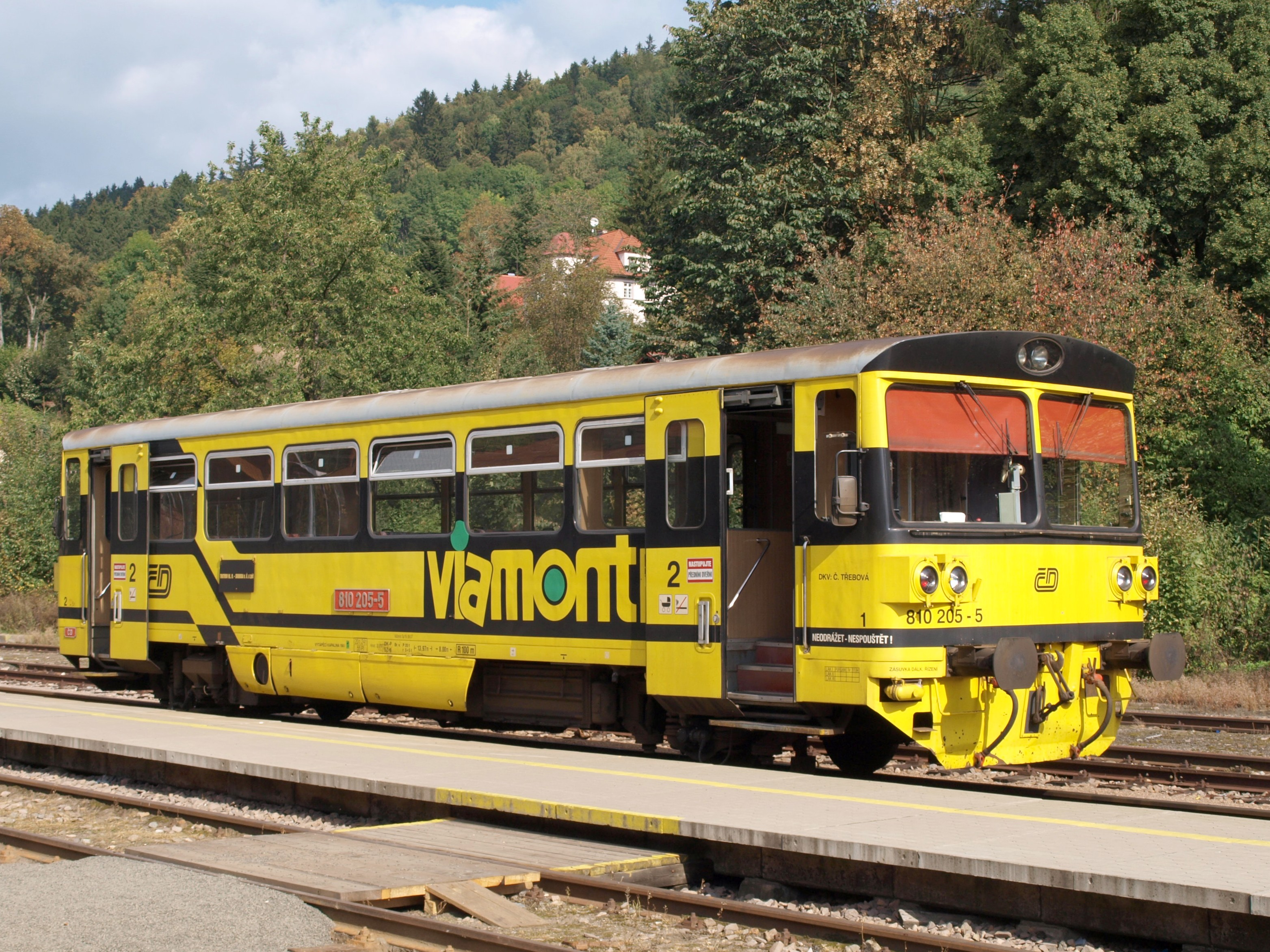
Motorový vůz 810 pronajatý od Českých drah a provozovaný na trati Trutnov – Svoboda nad Úpou

VIAMONT a.s. (VKM: VIA) je česká stavební společnost zaměřená na železniční a mostní výstavbu, údržbu vleček a inženýrských sítí.
Společnost vznikla 18. srpna 1992 jako Viamont spol. s r. o. Zakladateli byli Emil Filip, Zdeněk Gráb, Michal Mokrý, Miroslav Plíhal, Jiří Pokorný, Aleš Řebíček, Přemysl Vacek a Jiří Wagner. Základní kapitál společnosti činil 240 000 Kčs, každý ze společníků se zavázal splatit 30 000 Kčs. Počet společníků se v následujících letech snížil z osmi na tři, základní kapitál byl postupně navýšen až na 92 250 000 Kč. 10. listopadu 1995 měli Miroslav Plíhal, Aleš Řebíček a Jiří Wagner ve společnosti třetinový podíl, každý ve výši 30 750 000 Kč. 30. dubna 1996 byl Viamont přeměněn na akciovou společnost. V roce 2003 půjčil Viamont 45 milionů korun nově založené společnosti Via Chem Group, která v té době začala skupovat akcie Spolku pro chemickou a hutní výrobu.
Na počátku července 2006 byl předsedou představenstva zvolen Ing. Luděk Peleška.
V červenci 2012 na sebe společnost podala insolvenční návrh. K 24. červenci 2012 měla jen čtyři zaměstnance, všechny na rodičovské dovolené. Ke stejnému datu vykázala účetní hodnotu aktiv ve výši 104 milionů korun, z toho 41 milionů nelikvidní dluhopisy Via Chem Group splatné v roce 2013.

## Stavební činnost a údržba drah
Firmu založilo několik zaměstnanců Traťové strojní stanice v Ústí nad Labem, jednotky Československých státních drah. Zpočátku byla činnost firmy zaměřená na opravy a rekonstrukce kolejového svršku, později i novostavby drah. V některých průmyslových podnicích (Papírny Štětí, Setuza v Ústí nad Labem, RSM Chemacryl v Sokolově, PKÚ Trmice atd.) provádí údržbu a správu sítě vleček.
V květnu 2001 založila VIAMONT s Dálničními stavbami Praha novou společnost Viamont DSP. Tento koncern se účastní též modernizace železničního koridoru Praha – Děčín. VIAMONT a. s. vlastní nebo vlastnil i další dceřiné společnosti Viamont Servis (dříve Trail Servis), Viamont oil, V-Troll, Viamont Sport, VIAMONT Cargo) a v několika dalších má majetkové podíly.

## Dopravní činnost

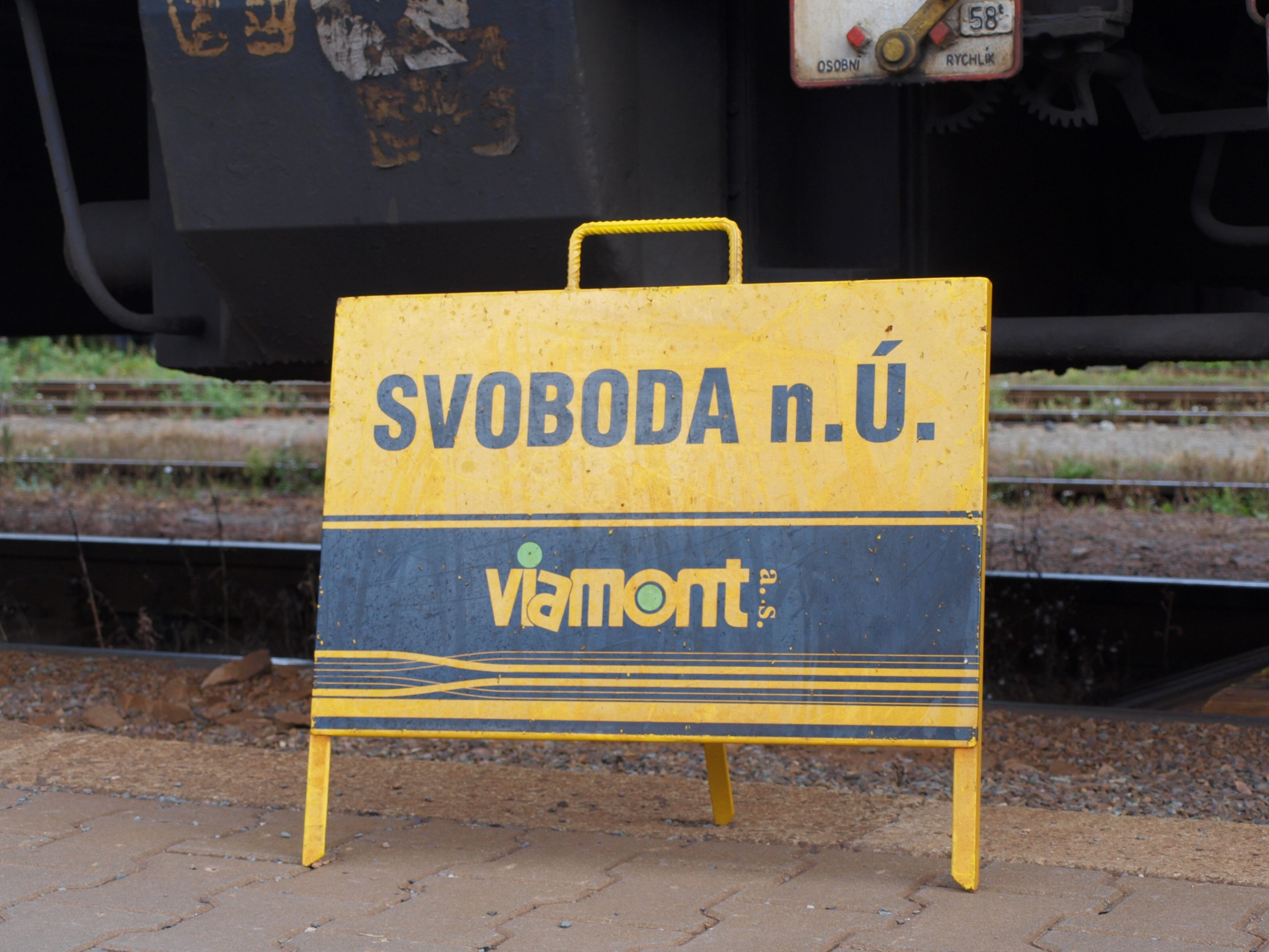
Tabule upozorňující na vlak ve směru Svoboda nad Úpou ve stanici Trutnov hlavní nádraží provozovaný Viamontem

Společnost byla od listopadu 1995 železničním dopravcem, zpočátku v nákladní dopravě, od roku 1997 také v osobní dopravě.

### Nákladní doprava
Společnost zpočátku přepravovala uhlí pro severočeské elektrárenské společnosti a teplárny. Podnikala také v dopravě štěrku, cementu, obilí, řepy, dřeva, nafty a jiných komodit a v překládce materiálu.

#### Členství v European Bulls
13. ledna 2005 byla oficiálně založeno sdružení evropských nákladních železničních společností „European Bulls“, jehož zakládajícími členy jsou vedle VIAMONTU také společnosti Comsa Rail Transport (Španělsko), NORD CARGO Srl. (Itálie), LTE Logistik- und Transport- GmbH (Rakousko), LTE Logistik a Transport Slovakia (Slovensko), rail4chem Eisenbahnverkehrsgesellschaft mbH (Německo) a Fer Polska (Polsko). Toto sdružení pod společnou značkou European Bulls začalo nabízet svým zákazníkům služby v nákladní železniční dopravě s tím, že dopravcem v daném státě byl vždy člen sdružení z tohoto státu, vůči zákazníkovi však sdružení vystupovalo jednotně a nebylo tedy nutné poptávat dopravu u každé společností zvlášť.
Mezi první významnou aktivitu tohoto sdružení svázanou s VIAMONTEM patřila přeprava obilnin z různých sil v Česku do přístavu Rotterdam, která byla zahájena v roce 2005. Dopravcem v ČR byl samozřejmě VIAMONT, v Německu rail4chem a v Nizozemsku rail4chem Benelux B.V. (dcera německého rail4chem). K předávce souprav mezi lokomotivami VIAMONTU a rail4chem docházelo v německé stanici Bad Schandau.

#### Viamont Cargo
K 22. srpnu 2007 byla založena 100% dceřiná společnost VIAMONT Cargo a.s. Do této společnosti byly z mateřského Viamontu vyčleněny aktivity spojené s nákladní železniční dopravou. V roce 2008 pak byl Viamont Cargo prodán společnosti OKD, Doprava. Tento krok byl vedením Viamontu zdůvodněn tím, že se chce firma dále věnovat především stavební činnosti.

### Osobní doprava
Firma Viamont dále provozovala osobní železniční dopravu na těchto železničních tratích:
- Trutnov – Svoboda nad Úpou (od 12. prosince 1997)
- Sokolov–Kraslice (od 24. května 1998)
- Trutnov–Sędzisław (od 5. července 2008)
- Harrachov – Szklarska Poręba Górna (od srpna 2010)

V roce 2000 byl Viamont účasten obnovení mezinárodního provozu v úseku Kraslice-Klingenthal, kterému byla účastna i společnost Vogtlandbahn, obnovení provozu v tomto úseku po 55 letech bylo klíčové k vybudování sítě EgroNet. Na trati do Sokolova nasazoval své jednotky 810, německá společnost pak posílala své soupravy RegioSprinter do Sokolova, od roku 2003 až do Karlových Varů, přičemž na českém území celou dopravu prostřednictvím těchto souprav zajišťoval také Viamont.
V poptávkovém řízení na provozování železniční dopravy na trati mezi Karlovy Vary – Mariánské Lázně, které vyhlásil Karlovarský kraj, zvítězil VIAMONT. Požadoval dotaci 64,60 koruny za vlakový kilometr, zatímco ČD 80,40 koruny a Railtrans 85,20 koruny. Soupravami RegioSprinter propůjčenými také od Vogtlandbahnu měl VIAMONT v této trase jezdit od 1. ledna 2006 do 31. prosince 2010. Drážní zákon ovšem vyžaduje, aby dopravce žádal u správce dopravní cesty (SŽDC) o přidělení dopravní kapacity na trati s ročním předstihem, což v tomto případě udělaly pouze České dráhy. Dotovanou osobní dopravu na této trati tedy VIAMONT zahájil až od grafikonu platného od 10. prosince 2006.
VIAMONT se ucházel ve výběrových řízeních Ministerstva dopravy ČR i o provozování rychlíků v trasách Liberec–Pardubice a Plzeň–Most. Vyhrály České dráhy s cenou, kterou konkurenti pokládají za dumpingovou. Podle Hospodářských novin by Českým dráhám podle jejich průměrných nákladů měla cena vyjít na 100 milionů korun, nabídly však 46 milionů korun a vyhrály. VIAMONT dal nabídku za 97,7 milionu a Connex-Veolia za 99 milionů. Viamont plánoval použít vlaky Desiro od společnosti Siemens.
19. června 2008 byla vyčleněním divize Osobní doprava založena 100% dceřiná společnost VIAMONT Regio, na kterou od 1. ledna 2011 přešlo provozování osobní dopravy z mateřské společnosti. Koncem roku 2011 se holding Viamont této společnosti zbavil a ta se přejmenovala na GW Train Regio a. s.